# Mahlon Houkarawa
Mahlon Houkarawa (Honiara, Islas Salomón, 23 de abril de 1976) es un exfutbolista de Islas Salomón que jugaba en la posición de defensa.

## Carrera

### Club
| Periodo   | Club                  |
| --------- | --------------------- |
| 2002-2003 | Koloale FC            |
| 2004-2005 | East Harbour Strikers |
| 2005-2010 | Koloale FC            |

### Selección nacional
Jugó para Islas Salomón en 21 ocasiones de 2002 a 2008 y anotó un gol, el cual fue en la victoria por 2-1 sobre Fiyi en Adelaida por la Copa de las Naciones de la OFC 2004.

## Logros
- S-League (2): 2003/04, 2008/09
- Liga de Honiara (2): 2003/04, 2008/09